# Олексій Палеолог (деспот)
Олексій Палеолог (д/н — 1203) — державний та військовий діяч Візантійської імперії.

## життєпис
Походив з аристократичного роду Палеологів. Син Георгія Палеолога, себаста та великого етеріарха (командувача гвардією). Його дідом був Олексій Палеолог, син Георгія Палеолога Старшого, військовика часів імператора Олексія I. Здобув класчину освіту. Втім до повалення династії Комнінів у 1185 році не обіймав значних посад.
Був серед тих, хто підтримав сходження на імператорський трон Ісаака Ангела. В подальшому поринув в інтриги при дворі. 1195 році був серед змовникіВ, що сприяли поваленню імператора Ісаака II та отриманню влади його братом Олексієм. 1198 року за рішенням нового імператора оженився на його старшій доньці, розлучившись перед тим з першою дружиною.
Не маючи синів 1199 року імператор Олексій III оголосив Олексія Палеолога своїм спадкомєцем та надав йому титул деспота. Того ж року став одним з очільників (разом з Феодором Ласкарем та Мануелем Камицем) походу проти болгарського царя Іванка. При облозі фортеці Кричим загинув батько Олексія Палеолога. Зрештою візантійці зазнали повної невдачі.
1200 року очолював перемовини з царем Іванком щодо укладання мирної угоди. Під час них, коли Іванко прибув до табору Палеолога, той наказав схопити болгарського царя та стратити. Після цього, отримавши звстку про заворушення у столиці держави, швидко прибув до Константинополя й придушив повстання місцевого населення проти крадіжок та корупції.
У липні 1201 року придушив заколот Іоанна Комніна «Гладкого», який оголосив себе імператором в соборі Св. Софії та встиг захопити імператорський палац. Наприкінці того ж року під час землетрусу отримав поранення. Втім очолив війська проти нового заколотника — Іоанна Спирідонака, який повстав у фемі Македонія. Його вдалося доволі швидко здолати, а Спирідонак втік до Болгарського царства. Помер Олексій Палеолог у 1203 році.

## Родина
Дружина — Ірина, донька імператора Олексія III Ангела
Діти:
- Феодора, дружина Андроніка Палеолога, великого доместіка